# Narcisse Salières
Pour les articles homonymes, voir Salières.

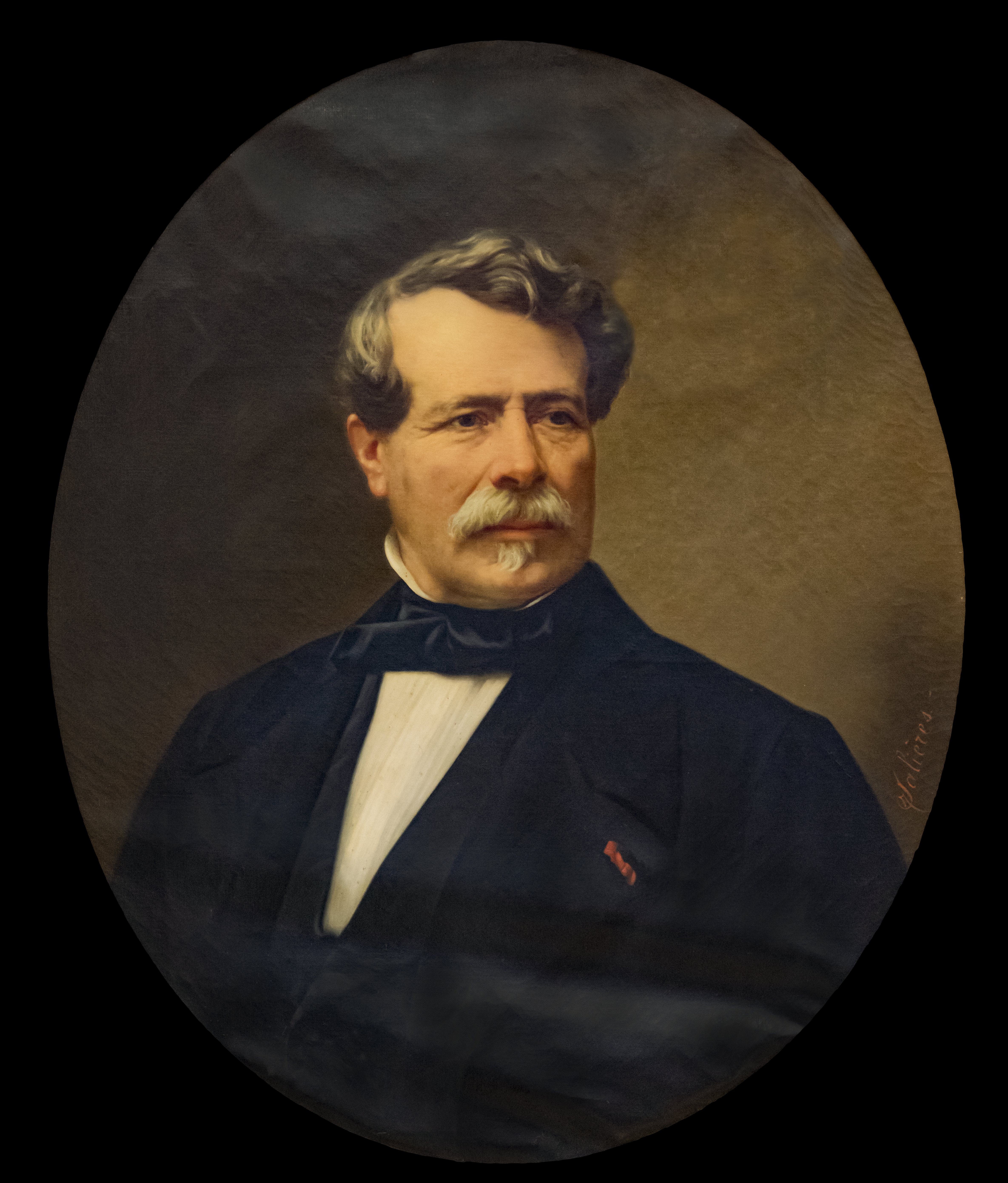
Portrait de Charles Portal de Moux, Musée des beaux-arts de Carcassonne

Paul Narcisse Salières (Carcassonne, 7 octobre 1818-Marseille, 28 mars 1908) est un peintre et illustrateur français.

## Biographie
Élève de Paul Delaroche et de Jean-Auguste-Dominique Ingres, essentiellement portraitiste, il participe aux Salons de 1848 à 1870. On lui doit aussi des œuvres religieuses présentes dans diverses églises du Languedoc-Roussillon comme à Mouthoumet où figurent dans le chœur trois de ses toiles ainsi que des illustrations et des caricatures d'auteurs occitans comme Achille Mir (Lou lutrin de Ladern). 

## Œuvres
- La Visitation de la Vierge, 1845, mairie de Saint-Avé
- Le Restaurateur de faïences, 1848 (Voir)
- Le Christ et la Samaritaine, 1849, mairie de  Beaujeu
- Le Marchand de Complainte, 1852, musée Fabre, Montpellier
- L'Avare, 1856
- Empereur Napoléon III, 1859, hôtel du général commandant la division d'occupation, Rome
- Portrait de femme, 1860
- Portrait de jeune femme romantique, 1860
- Portrait de Charles Portal de Moux, avant  1870  musée des beaux-arts de Carcassonne
- Cimabue rencontrant Giotto,  1876 musée des beaux-arts de Carcassonne
- L'Embrasement de la Cité de Carcassonne, 1898, musée des beaux-arts de Carcassonne
- Portrait d'enfant au chien
- Portrait d'enfant
- Les Jumeaux
- Portrait de Paul Carbou enfant, musée des beaux-arts de Carcassonne (Voir)
- Jeune garçon au cerceau